# Паттерсон, Джим
Джеймс Паттерсон (англ. James Patterson; 1928 — 16 декабря 2012) — шотландский футболист, играл на позиции нападающего.

## Биография

### Игровая карьера
В 1949 году присоединился к клубу «Куин оф зе Саут», за который дебютировал 12 ноября 1949 года в матче Высшего дивизиона с «Данди». В том сезоне его команда вылетела в низший дивизион, но дошла до полуфинала Кубка Шотландии, что стало единственным успехом клуба в XX веке в этом турнире.
В 1951 году «Куин оф зе Саут» вернулся в элитный дивизион и Паттерсон на долгие годы стал одним из лучших нападающих клуба. Паттерсон отличался хорошей результативностью и взаимодействию с партнёрами в линии атаки, среди которых были Билли Хоулистон и Бобби Блэк. 16 декабря 1961 года в матче с «Кауденбитом» оформил гекса-трик (6 голов) и принёс победу своей команде со счётом 7:1.
Он является лучшим бомбардиром в истории клуба — за 462 матча во всех турнирах забил 251 гол.

### Смерть
Скончался 16 декабря 2012 года в возрасте 84 лет.